# Государственный университет морского и речного флота имени адмирала С. О. Макарова
Государственный университет морского и речного флота имени адмирала С. О. Макарова (ГУМРФ им. адм. С. О. Макарова) — высшее учебное заведение в Санкт-Петербурге. Был образован в соответствии с приказом Министерства Транспорта Российской Федерации от 11.09.2012 № 341 о реорганизации в форме присоединения Федерального бюджетного образовательного учреждения высшего профессионального образования «Государственная морская академия имени адмирала C.О. Макарова» к Федеральному бюджетному образовательному учреждению высшего профессионального образования «Санкт-Петербургский государственный университет водных коммуникаций».

## История
Университет был образован 11 сентября 2012 года приказом министра транспорта России Максима Соколова путём объединения двух старейших высших учебных заведений Санкт-Петербурга. 28 декабря 2012 года процесс присоединения Государственной морской академии имени адмирала С. О. Макарова к Санкт-Петербургскому университету водных коммуникаций завершился. Объединённое высшее учебное заведение получило название «Государственный университет морского и речного флота имени адмирала С. О. Макарова».
25 октября 2013 года в составе ГУМРФ был образован институт «Морская академия», где сконцентрированы все эксплуатационные специальности, на которых обучаются курсанты и студенты университета.

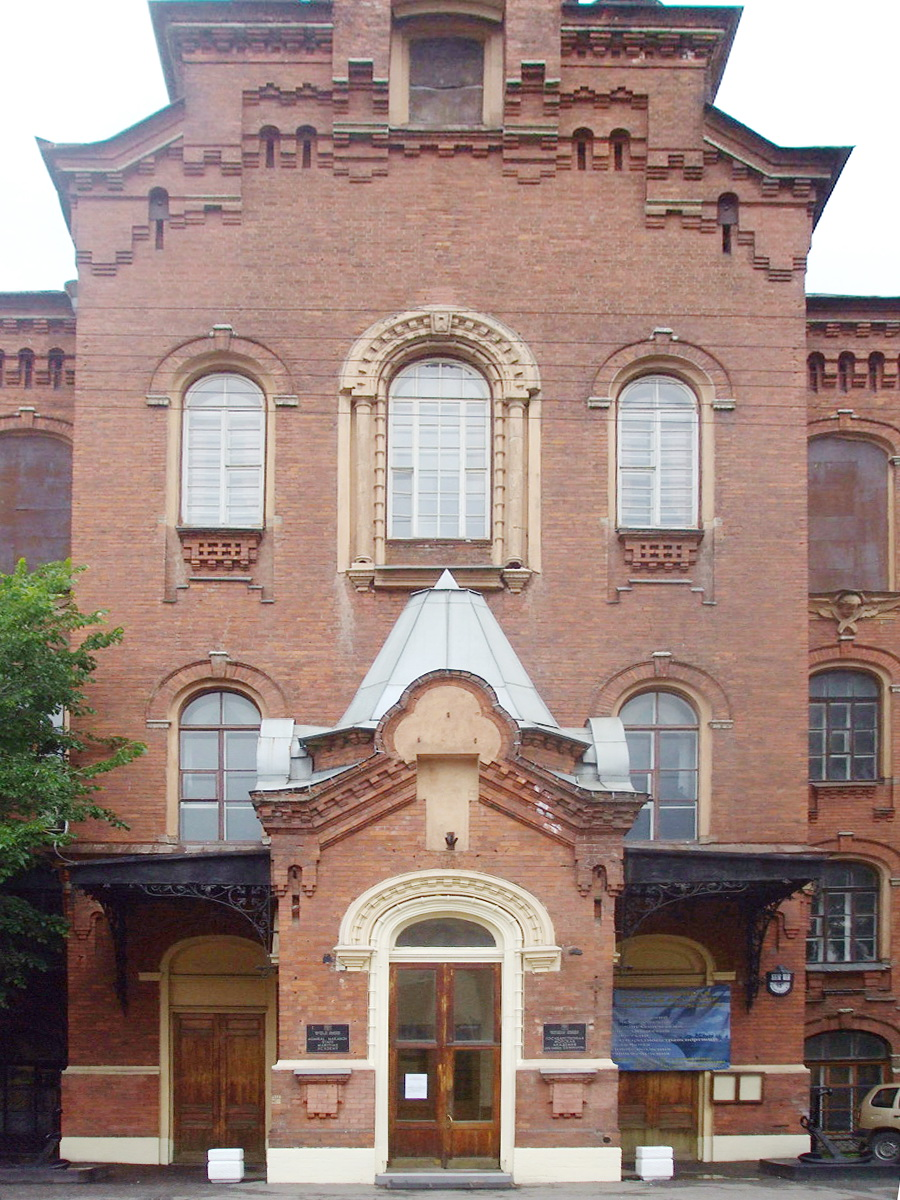
Учебный корпус на Косой линии

История вузов, образовавших ГУМРФ началась 2 декабря 1809 года, когда Манифестом Александра I Департамент водяных коммуникаций и Экспедиция устроения дорог в государстве были преобразованы в Управление водяными и сухопутными сообщениями и создан Корпус инженеров путей сообщения. В новом институте преподавали французские инженеры-проектировщики транспортных коммуникаций П. Базен, А. Фабр, К. Потье, М. Дестрем. В 1930 Институт инженеров путей сообщения был реорганизован в отраслевые учебные заведения, и 1 апреля 1930 года был создан Ленинградский институт инженеров водного транспорта, готовивший специалистов на трёх факультетах: гидротехнический, механический и эксплуатационный. В 1959 году вуз был объединён с Центральным научно-исследовательским институтом речного флота.
7 мая 1876 года Указом Императора Александра II были образованы мореходные классы Санкт-Петербургского речного яхт-клуба, положившие начало Государственной морской академии. 6 мая 1902 года Николай II учредил на базе мореходных классов училище дальнего плавания. С 1905 года помимо судоводителей училище стало готовить судомехаников. С 1949 года учебное заведение несёт имя адмирала Степана Макарова. После объединения с Высшим морским арктическим училищем было образовано Ленинградское высшее инженерное морское училище имени адмирала С. О. Макарова, получившее в 1990 году статус академии.

## Образовательная деятельность
Университет готовит кадры для транспортной отрасли России. Специальности разделены на береговые и эксплуатационные (плавательный состав судов). Для получения рабочего диплома, признанного международными морскими организациями, курсанты факультетов навигации и связи и судовой энергетики за период обучения должны провести в общей сложности 12 месяцев в плавательных практиках, которые проходят в том числе на борту учебного парусного судна «Мир», принадлежащем ФГУП «Росморпорт».

С 1995 года работает морской учебно-тренажёрный центр, в котором курсанты проходят подготовку по выживанию на море. В бассейне проходят практические занятия по эксплуатации спасательных плотов и шлюпок, командованию во время и после спуска шлюпки на воду, реанимации и оказанию первой помощи спасённым. На пожарном полигоне в условиях задымления отрабатываются пожаротушение и спасение пострадавших.

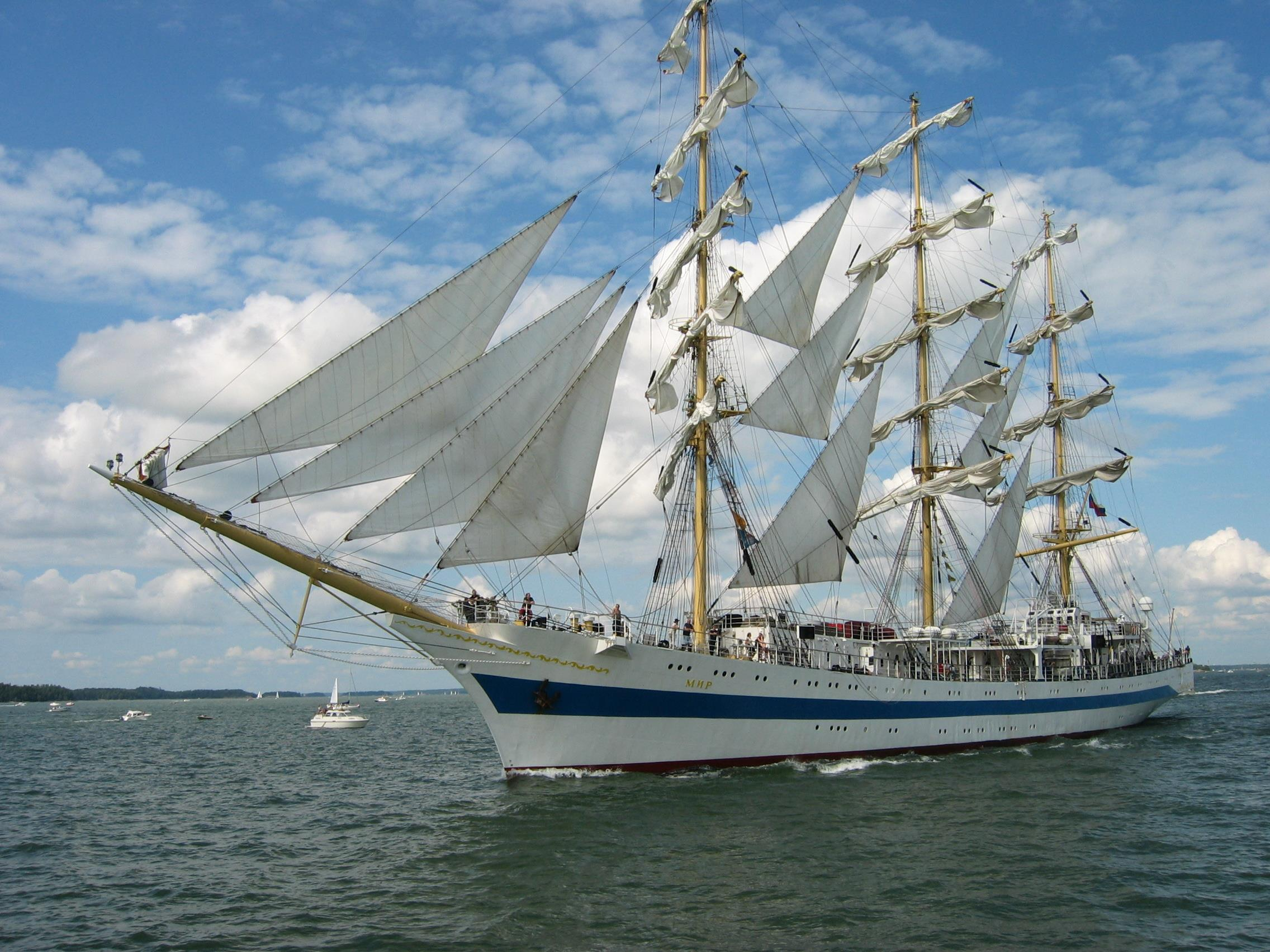
«Мир» выходит из Турку

## Филиалы
- Архангельский
- Беломорско-Онежский (Петрозаводск)[4]
- Воронежский
- Котласский
- Мурманский
- Печорский
- Велико-Устюгский

До 2019 года действовал филиал университета — Московская государственная академия водного транспорта, на базе которого была создана Академия водного транспорта Российского университета транспорта.

## Руководители
Барышников, Сергей Олегович (род. 1955) — ректор СПбГУВК с 2009 года; с 2012, после объединения университета с Государственной морской академией имени адмирала С. О. Макарова — ректор нового объединенного вуза; Почётный работник транспорта России, Заслуженный работник высшей школы Российской Федерации.